# Hutovo Blato

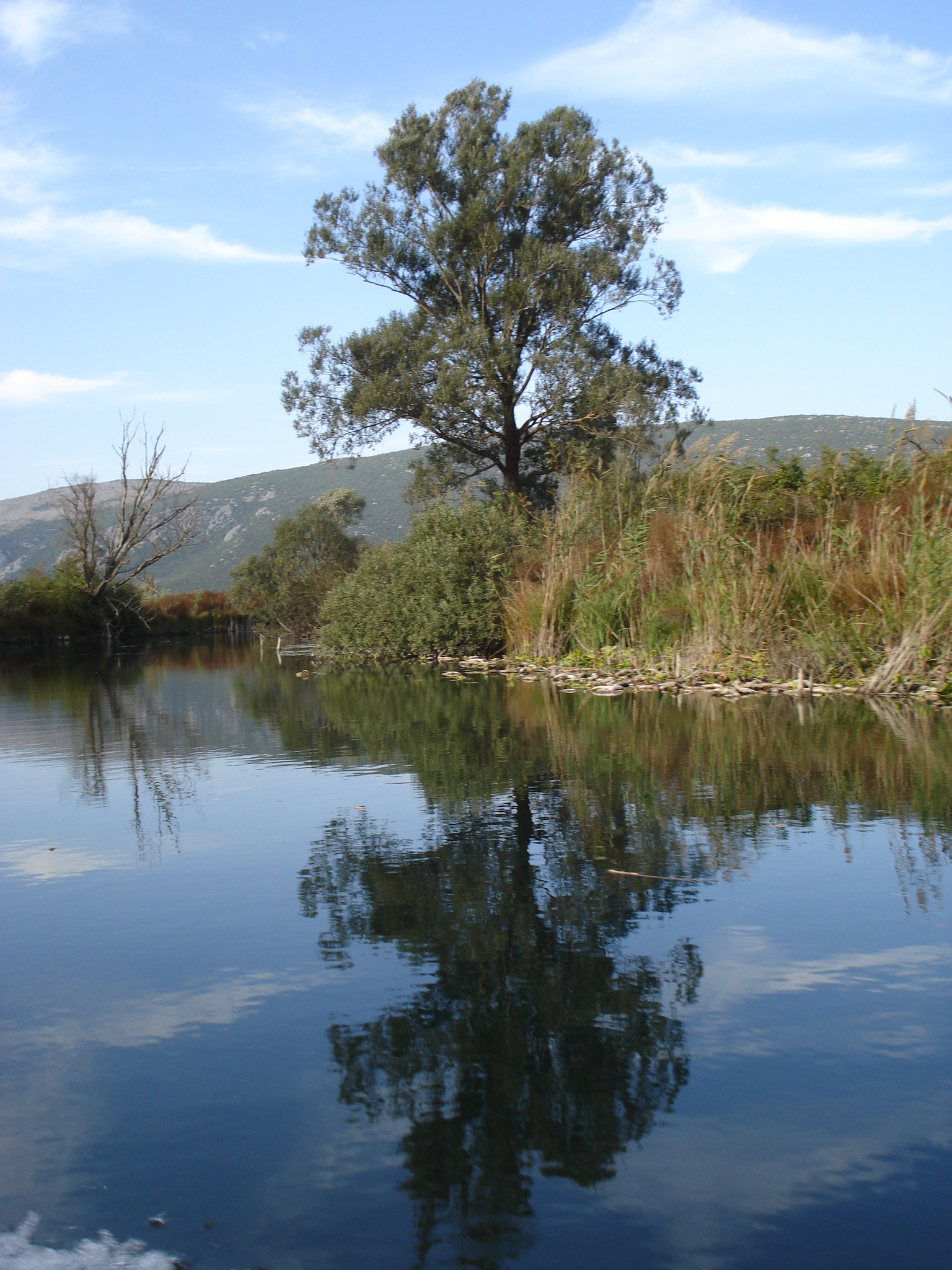
Naturpark Hutovo Blato (Bosnien und Herzegowina)

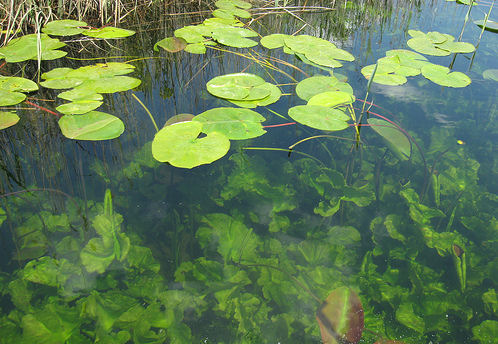
Wasserpflanzen in klarem, kaltem Wasser

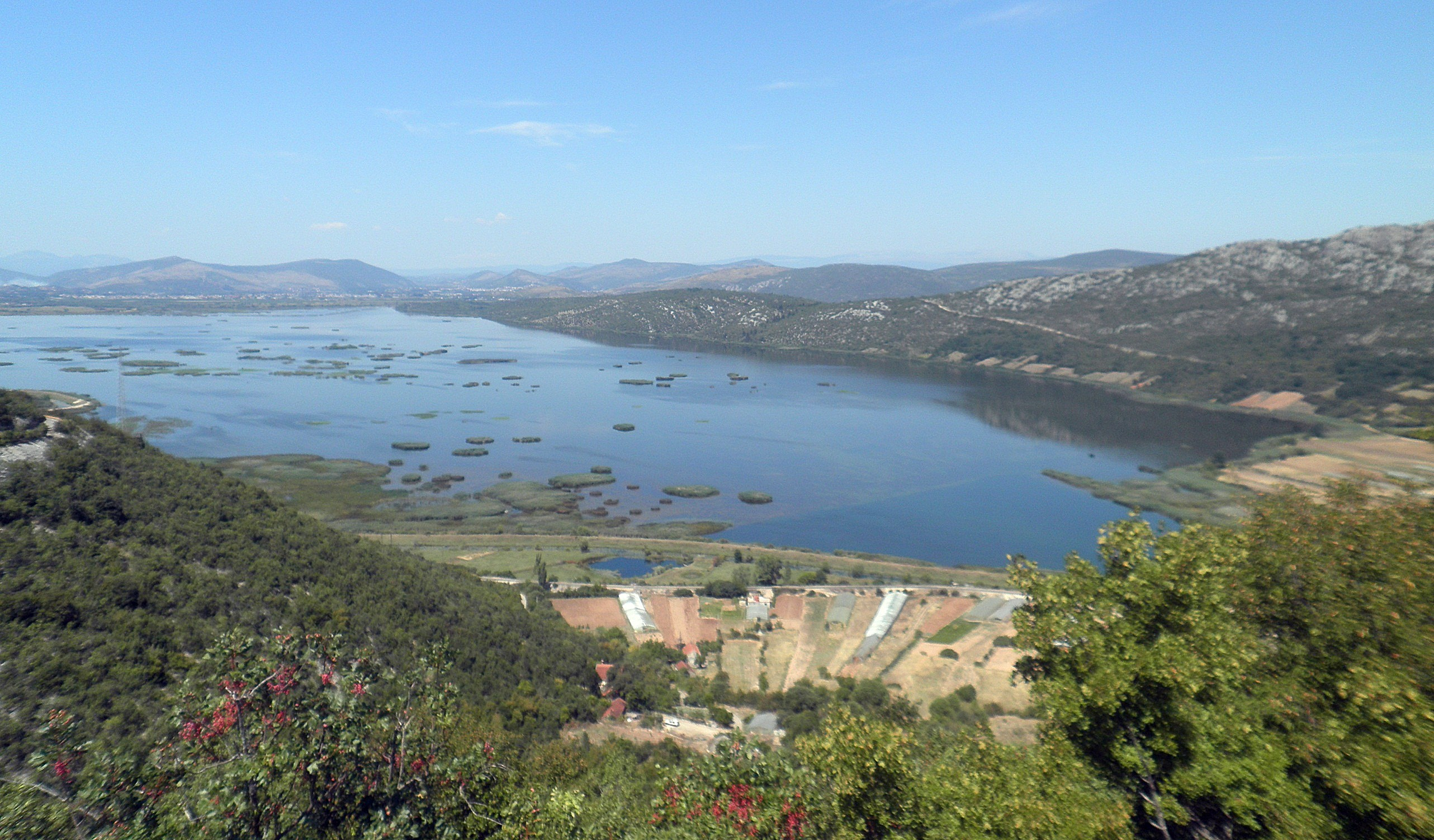
Blick über das Sumpfgebiet Hutovo Blato

Hutovo Blato ist ein Sumpfgelände im Süden von Bosnien und Herzegowina nahe der kroatischen Grenze. Nahegelegene Städte sind Čapljina im Nordwesten und Metković im Südwesten. Das Gebiet wird gespeist vom Fluss Krupa, einem Nebenfluss der Neretva. Aufgrund des karstartigen Geländes fließt die Krupa teilweise unterirdisch. Mitunter kommt es auch zum Wasserrückfluss aus der Neretva.
Das Gebiet ist eines der bedeutendsten Naturreservate für Sumpfvögel in Europa. Auf Grund dieser Bedeutung wurde das Gebiet 1995 zum Naturpark erklärt. Der Naturpark umfasst eine Fläche von 7411 Hektar, zu der auch die umliegenden Hügel gehören.
Am 15. Oktober 2011 verbrannten circa 80 % des Nationalparks. Hutovo Blato beherbergt über 160 Vogelarten und über 800 Pflanzenarten.

## Vogelsichtungen in Hutovo Blato
Am 13. April 2001 wurden folgende Vogelarten gesichtet:
- Tachybaptus ruficollis (Zwergtaucher)
- Podiceps cristatus (Haubentaucher)
- Phalacrocorax carbo (Kormoran)
- Phalacrocorax pygmaeus (Zwergscharbe)
- Egretta garzetta (Seidenreiher)
- Ardea cinerea (Graureiher)
- Ardea purpurea (Purpurreiher)
- Anas strepera (Schnatterente)
- Anas platyrhynchos (Stockente)
- Anas querquedula (Knäkente)
- Circaetus gallicus (Schlangenadler)
- Circus aeruginosus (Rohrweihe)
- Buteo buteo (Mäusebussard)
- Fulica atra (Blässhuhn)
- Philomachus pugnax (Kampfläufer)
- Tringa glareola (Bruchwasserläufer)